# Bucklandiella microcarpa
Bucklandiella microcarpa (Synonym Racomitrium microcarpon (Hedw.) Brid., deutsch Kleinfrüchtige Zackenmütze oder Kleinfrüchtiges Zackenmützenmoos) ist eine Laubmoos-Art aus der Familie Grimmiaceae.

## Merkmale
Bucklandiella microcarpa bildet lockere, gelbgrüne bis olivgrüne, innen braune bis schwärzliche Rasen. Die bis 4 Zentimeter langen, niederliegenden bis aufsteigenden Stämmchen sind reich verzweigt und besitzen zahlreiche seitliche Kurztriebe. Die trocken anliegenden, feucht stark zurückgekrümmten Blätter sind lanzettlich und allmählich in die Spitze verschmälert, sie sind oben gekielt, die Blattränder auf einer Seite stark, auf der anderen Seite nur schwächer umgerollt oder sogar flach. Eine hyaline Glasspitze ist meist vorhanden, sie ist gewöhnlich kurz und gezähnt. Die einfache, auf der Rückseite stark konvexe Rippe reicht bis zur Blattspitze. Sie ist an der Basis etwa 60 bis 80 µm und oben 40 bis 55 µm breit. Unten ist sie zwei- oder dreizellschichtig, oben zweischichtig; auf der Ventralseite weist sie 2 bis 4, an der Basis auch bis 6 weitlumige Zellen auf.
Die Laminazellen sind am Blattgrund verlängert rechteckig, getüpfelt und haben stark verdickte Wände, oberhalb davon sind sie stark knotig verdickt, in der Blattmitte rechteckig, oben unregelmäßig quadratisch bis kurz rechteckig. Sie sind entweder glatt oder pseudopapillös mit flachen, runden Papillen über den Zellwänden. Blattflügelzellen sind nicht oder kaum differenziert, die basalen Blattränder weisen einen Blattsaum aus 10 bis 20 hyalinen und meist glatten Zellen auf.
Die blassgelbe Seta ist bis 8 Millimeter lang, die Kapsel länglich-eiförmig bis kurz zylindrisch und bis 2 Millimeter lang. Die 310 bis 350 µm langen Peristomzähne sind meist bis zur Basis in zwei fadenförmige Äste geteilt, die Basalmembran ist bis höchstens 15 µm hoch oder fehlt. Sporen sind 12 bis 14 µm groß.

## Verbreitung und Standortansprüche
Das Verbreitungsgebiet von Bucklandiella microcarpa erstreckt sich über die nördlichen und mittleren Breiten von Europa und Asien und das nördliche Nordamerika.
Das Moos wächst auf frischen bis feuchten, sonnigen Silikatfelsen, in Mitteleuropa besonders in hochmontanen bis alpinen Höhenlagen.